# Joseph Noel Paton

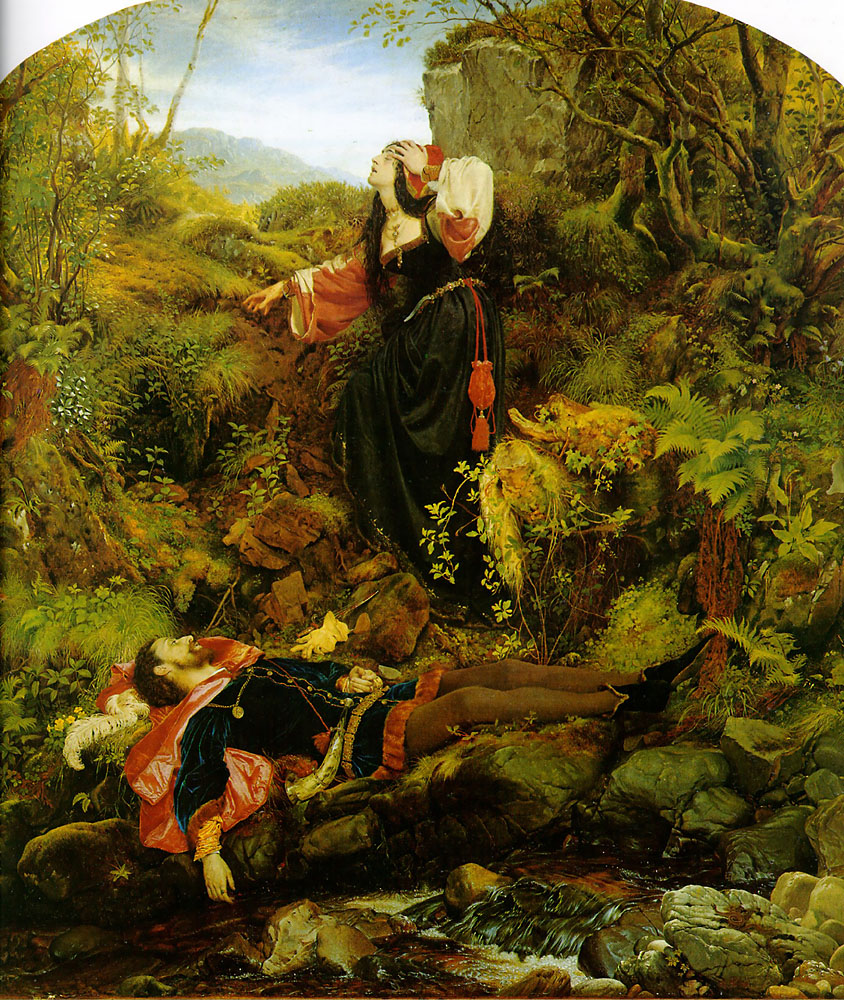
The Bluidie Tryst, 1855

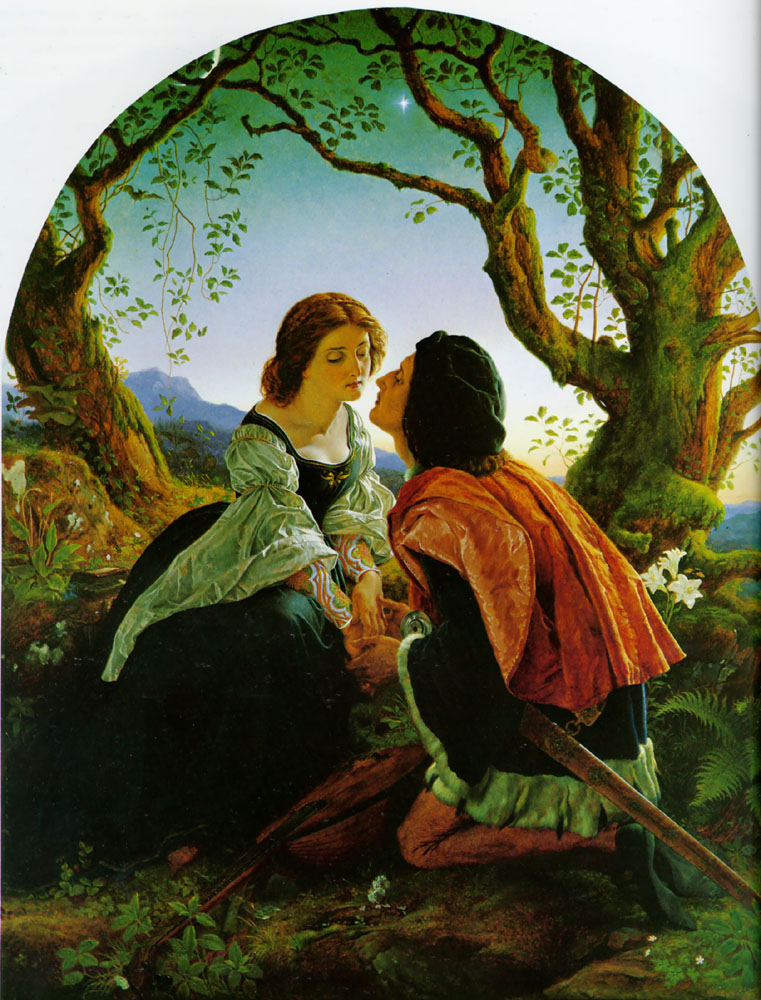
Hesperus, 1857

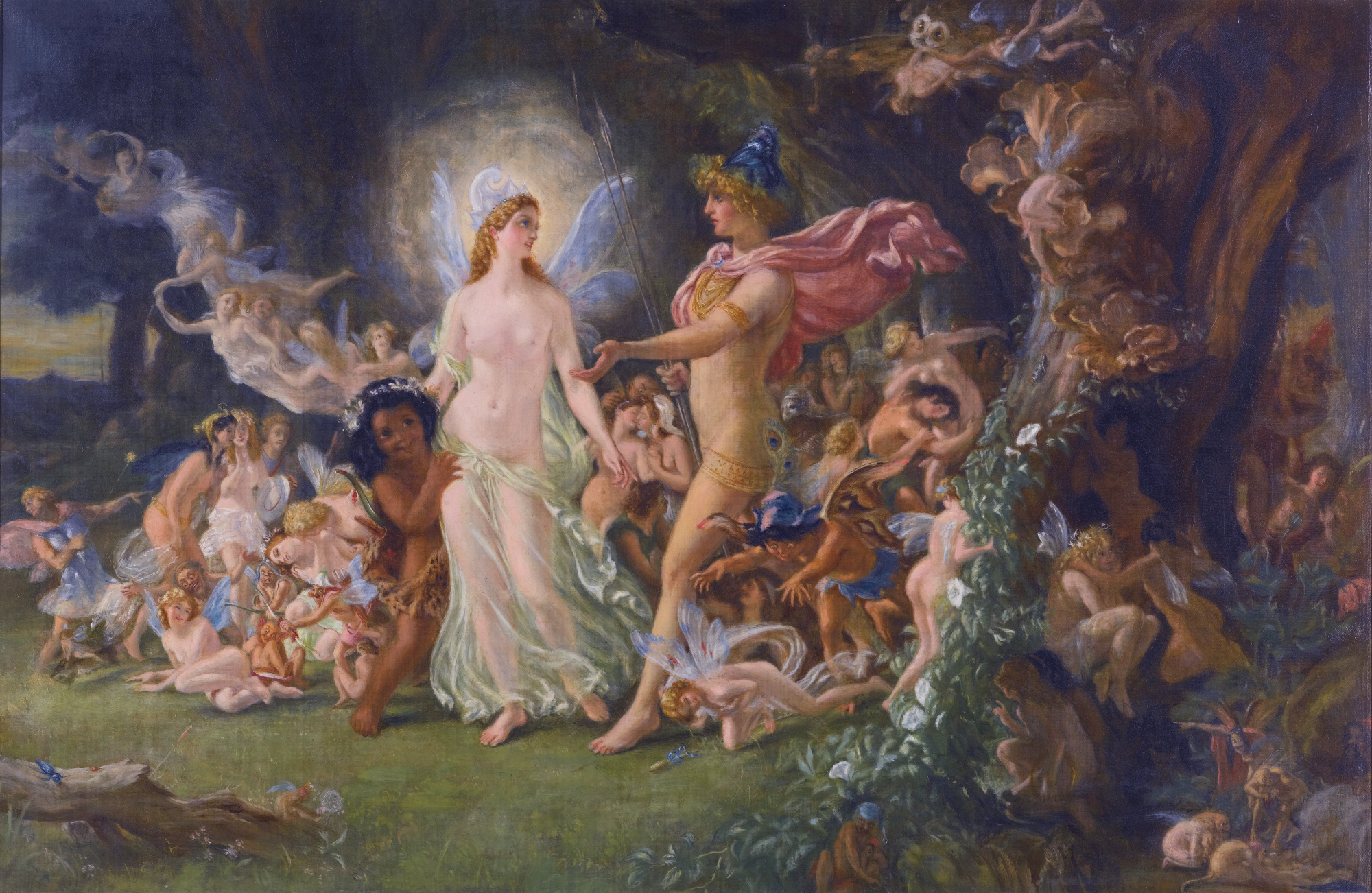
Studium: The Quarrel of Oberon and Titania, 1849

Joseph Noel Paton (ur. 13 grudnia 1821 w Dunfermline, zm. 26 grudnia 1901 w Edynburgu) – szkocki malarz, rzeźbiarz, poeta i kolekcjoner.

## Życiorys
Urodził się w rodzinie tkaczy produkujących adamaszek. Początkowo pracował w rodzinnym interesie zajmując się handlem suknem, w 1843 podjął studia na Royal Academy w Londynie. Debiutował w Royal Scottish Academy w 1844 obrazem Ruth Gleaning, jego najbardziej znanymi pracami były The Quarrel of Oberon and Titania i The Reconciliation of Oberon and Titania wystawiane obecnie w National Gallery of Scotland.
W 1847 został członkiem stowarzyszonym Royal Scottish Academy, a w 1850 uzyskał pełne członkostwo. W 1866 otrzymał tytuł Queen's Limner for Scotland, w rok później nadano mu szlachectwo, otrzymał też tytuł Doctor of Laws (LL.D.) Uniwersytetu w Edynburgu.
Paton był żonaty od 1858 z Margaret Ferrier, z którą miał jedenaścioro dzieci. Ich syn Diarmid Noel Paton (1859-1928) był profesorem fizjologii w Glasgow.

## Twórczość
Artysta tworzył w stylu zbliżonym do prerafaelitów, malował obrazy o tematyce religijne, historycznej i fantastycznej. Wydał dwa tomy poezji (By a Painter w 1861 i Spindrift w 1867), interesował się również rzeźbą. Wspólnie z bratem Wallerem H. Patonem zilustrował dwa tomiki poezji Roberta Burnsa Lays of the Scottish Cavaliers i Poems and Songs. Samodzielnie wykonał też ilustracje do Water Babies Charlesa Kingsleya, projektował też witraże.
Joseph Paton osiągnął znaczny sukces artystyczny i stał się popularnym artystą w wiktoriańskiej Anglii. Utrzymywał kontakty m.in. z Millais’m i Ruskinem, był również znanym kolekcjonerem broni i zbroi. Jego prace kupowała królowa Wiktoria.

### Wybrane prace
- The Angel and Sir Galahad
- The Bluidie Tryst (1855)
- Calvary (1849)
- The Fairy Raid: Carrying off a Changeling – Midsummer Eve (1867)
- Faust in the Witch’s Kitchen (1848)
- Hesperus The Evening Star Sacred to Lovers (1857)
- Home (1856)
- How an Angel Rowed Sir Galahad Across the Dern Mere (1888)
- In Die Malo (1882)
- In Memoriam (1858)
- Mors Janua Vitae (1866)
- Oberon and the Mermaid (1888)
- Oskold and the Ell-Maids (1874)
- Paolo and Francesca Da Rimini (1866)
- The Pursuit of Pleasure (1855)
- The Quarrel of Oberon and Titania (1846)
- Queen Margaret and Malcolm Canmore (1886)
- The Reconciliation of Oberon and Titania (1847)
- Sermon on the Mount (1849)
- Sir Galahad (1888)
- Sir Galahad and His Angel
- The Spirit of Religion (1845)
- Titania (1850)
- The Valley of the Shadow of Death (1866)

## Literatura dodatkowa
- Carole G. Silver: Strange and secret peoples: fairies and Victorian consciousness. New York: Oxford University Press, 1999. ISBN 0-19-512199-6. Brak numerów stron w książce